# Falešný hráč (film)
Falešný hráč byl český němý film z roku 1912 natočený ve společnosti ASUM režisérem Jaroslavem Hurtem. O obsahu tohoto dramatu ze života v Praze není nic známo, film je pravděpodobně ztracen nebo zničen.
Film byl natáčen v prostorách kulisárny Národního divadla na pražském Karlově (u Apolináře), za exteriéry zajeli filmaři do Jílového u Prahy. Na filmu se podílela především celá rodina filmaře a architekta Maxe Urbana, majitele společnosti ASUM - jeho manželka Andula Sedláčková, švagr Jára Sedláček i tchán a významný herec a režisér Národního divadla Alois Sedláček.